# 弗洛伦斯 (科罗拉多州)
弗洛伦斯（英語：Florence），是美国科罗拉多州弗里蒙特县下属的一座城市。建市于1887年9月13日，面积大约为4.173平方英里（10.809平方公里）。根据2010年美国人口普查，该市有人口3,881人。2011年估计该市有人口3,906人，相比2010年人口增长率为0.64%。同时，论人口该市是科罗拉多州第85大城市。